# Racovăț (okręg Botoszany)
Racovăț – wieś w Rumunii, w okręgu Botoszany, w gminie Pomârla. W 2011 roku liczyła 340 mieszkańców.